# 原一男 (胡弓奏者)
原 一男（はら かずお、1958年8月18日 - ）は、日本の邦楽家であり、古典胡弓の第一人者として正統の胡弓音楽の伝承者として活動している。

## 経歴
長野県松本市生まれ。胡弓・三絃を青木嘉女野・横井みつゑ、生田流箏曲・三絃を山口雅将、邦楽発声を平井澄子に師事。NHK邦楽技能者育成会第28期卒。現在、松本市と千葉県市川市に在住、首都圏と長野県を拠点に演奏活動と教授を続けている。また大学講師、各地の公民館などのサークル活動における講師としても指導にあたっている。「哀調」ばかりが取りざたされる胡弓の現状に満足できず、より幅広い表現を求めて、低音域を拡充した「五絃胡弓」の開発、小指まで使用する運指法など、新しい奏法の開拓も試みている。
1994年第一回リサイタル開催、以後数回のリサイタル、その他各種コンサートなどで演奏活動を行う。オランダ、オーストリア、ハンガリー、ドイツ、アメリカ、中国などで公演・演奏。
正派邦楽会大師範。国士舘大学21世紀アジア学部非常勤講師。長野県三曲協会会員、品川区三曲協会会員。絃詩（いとうた）会宗統。2007年松本芸術文化協会音楽賞受賞。

## 主な作品

### 作曲
- AKUGARE(五絃胡弓と薩摩琵琶による・共作)
- 沖縄胡弓と五弦胡弓のための「二重の空」
- 五弦胡弓独奏曲「秋の序」
- 三絃二重奏曲「琉紋」
- 地歌三味線とヴィオラ・ダ・ガンバのための東洋風ロンドー
- 胡弓三重奏曲「綾鑼(あやかがり)」

### 古典地歌曲の胡弓手付
- 八重衣
- 影法師
- 茶音頭
- 夕顔 (地歌)
- 楫枕
- 善知鳥
- 尾上の松
- 新青柳